# Campione d'Italia

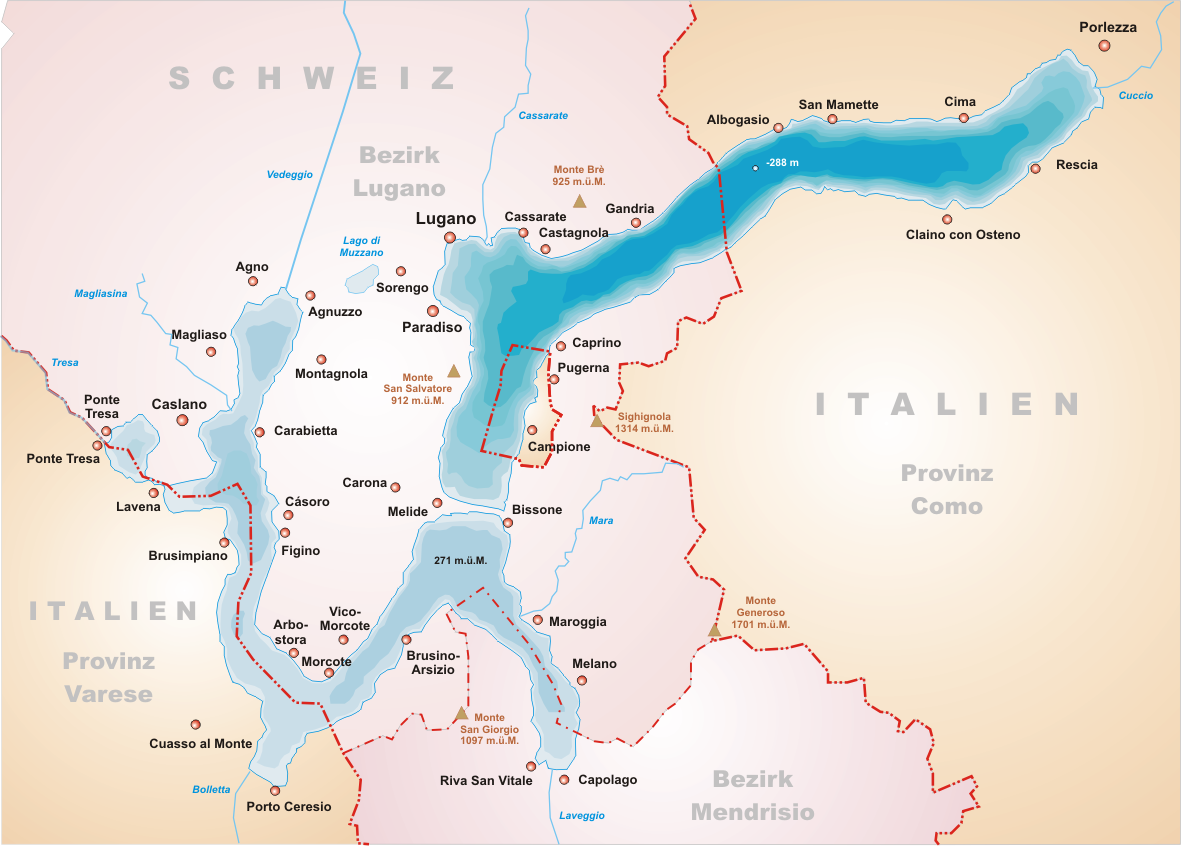
Mapa ukazující polohu exklávy

Campione d'Italia je italská exkláva, ze všech stran obklopená územím švýcarského kantonu Ticino. Má rozlohu 1,6 km² (bez vodních ploch) a žije v ní 2 190 obyvatel. Správně náleží do provincie Como v Lombardii. Ve svém nejbližším místě je exkláva od území vlastní Itálie vzdálená méně než 1 km, avšak po silnici je nejbližší italské město Lanzo d'Intelvi vzdáleno více než 14 km.

## Historie
V prvním století našeho letopočtu zde vznikla římská osada Campolionum. Z roku 777 pochází listina, v níž místní šlechtic Toto z Campione odkázal obec milánskému klášteru svatého Ambrože. Exkláva vznikla připojením Ticina ke švýcarské konfederaci v roce 1798, kdy místní obyvatelé odhlasovali, že chtějí na rozdíl od sousedů zůstat součástí Lombardie. Původní název exklávy je pouze Campione. Přídomek d'Italia byl doplněn v roce 1933 na popud Benita Mussoliniho, tehdejšího předsedy italské vlády. Na konci druhé světové války Italové ztratili kontrolu nad exklávou a byla zde zřízena rezidentura amerického Office of Strategic Services, v letech 1944 až 1952 také Campione d’Italia vydávalo vlastní poštovní známky. Obec má i svůj znak, na němž je vyobrazen hlemýžď, biskupská berla a ruka držící důtky.

## Ekonomika
Hlavním zdrojem příjmů je tradičně turistika. Exkláva profitovala ze svého zvláštního mezinárodnímu statutu: platilo se zde švýcarským frankem, používaly se také švýcarské poznávací značky automobilů a telefonní předvolby. Oblast byla bezcelní zónou a kvůli nízkému daňovému zatížení pro fyzické osoby se sem stahovali boháči, což vedlo k vysokým cenám nemovitostí. V roce 1917 zde bylo otevřeno největší kasino v Evropě, sídlící od roku 2007 v nové budově podle projektu Maria Botty. V červenci 2018 nařídil soud v Comu uzavření kasina pro podezření z finančních machinací a okolo pěti set místních obyvatel tak přišlo o práci. V lednu 2020 se Campione d’Italia opět stalo součástí evropského celního systému.

## Galerie

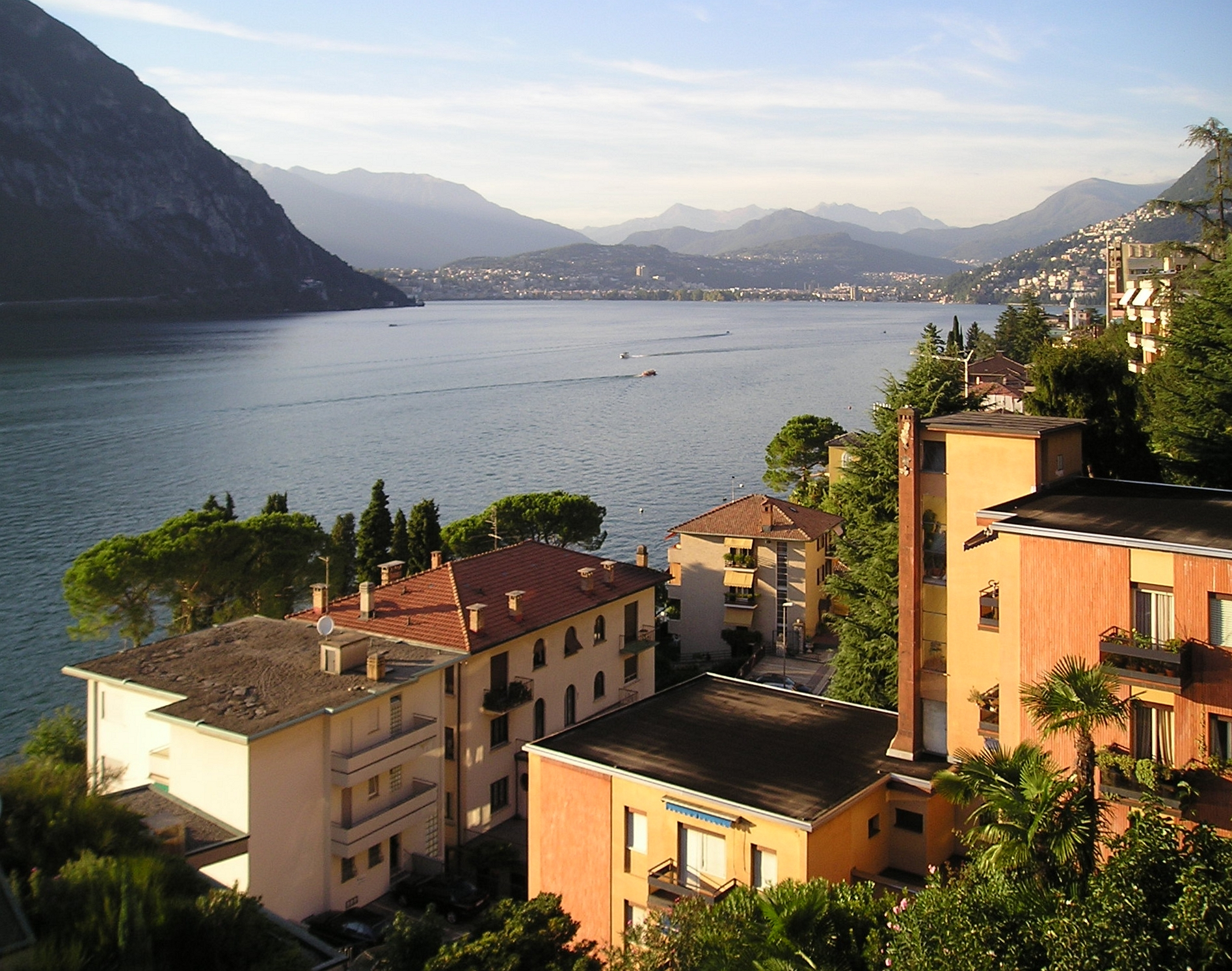
Pohled z exklávy na Luganské jezero
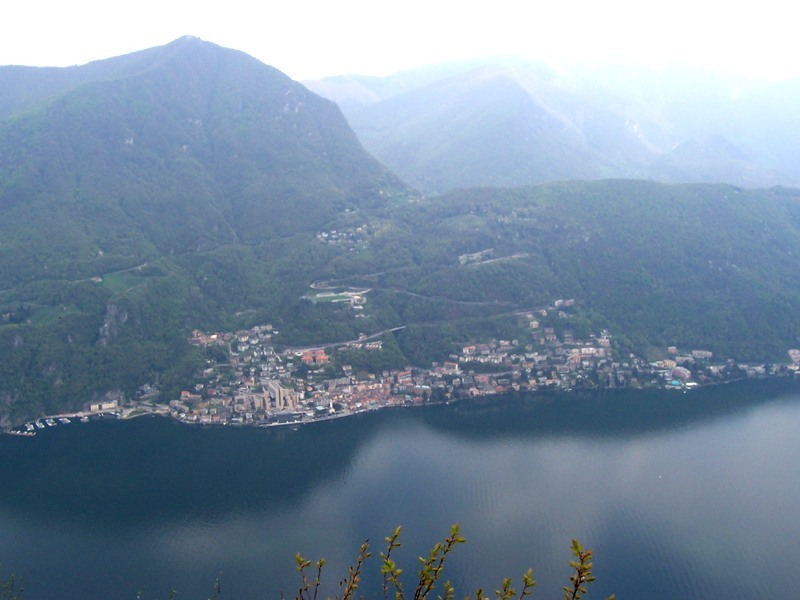
Detailní pohled na exklávu